# Митчелл, Лиз
Лиз Ми́тчелл (англ. Liz Mitchell; род. 12 июля 1952, Кларендон, Мидлсекс) — ведущая солистка группы Boney M., а также соавтор некоторых песен группы.

## Биография
Родилась на острове Ямайка, в 11 лет переехала к ранее эмигрировавшим родителям в Англию. Занималась пением с детства, с 1969 — профессионально. Первой актёрской работой Лиз Митчелл стала роль в берлинской версии культового мюзикла Волосы. Затем Лиз участвовала в нескольких музыкальных коллективах (Les Humphries Singers, Malcolm's Locks), а в 1976 году была приглашена в проект западногерманского продюсера Фрэнка Фариана Boney M., который получил всемирную известность (карибский квартет, в котором Лиз Митчелл была солисткой).
В настоящее время официально владеет правами на выступления под этим брендом и продолжает гастрольную деятельность. Имеет собственный звукозаписывающий лейбл (Dove House Records), на котором производит свои сольные работы. На DHR у Лиз Митчелл вышло несколько альбомов и целый ряд синглов. В 2005 году певица записала в Чехии альбом с новыми версиями хитов Boney M. Композиции были исполнены совместно с пражским филармоническим оркестром.
В Англии певица активно занимается благотворительностью через свой фонд помощи детям и подросткам из неблагополучных семей LET IT BE FOUNDATION. Много средств певица тратит и на поддержку образовательных учреждений в некоторых странах Африки (в частности в Кении).
28 июня 2007 г., в рамках празднования 30-летнего юбилея Boney M., выступала с живым концертом в Санкт-Петербурге в БКЗ «Октябрьский».
2 апреля 2009 года Лиз Митчелл и её коллеги показали уникальный LIVE-концерт на сцене ГЦКЗ «Россия» в Лужниках. Программа состояла из 3-х частей, одна из которых была сыграна вместе с российской группой братьев Ивановых «Симфо-джаз». Исполнены композиции в новых аранжировках, а также, помимо известных хитов, редко звучащие на сцене песни знаменитого квартета. Кроме того, Лиз Митчелл исполнила несколько песен с её сольных альбомов. Концертная программа была отснята для показа по телевидению и российское отделение компании Sony Music рассматривала вопрос о выпуске шоу на DVD. Однако до сих пор этот видеоматериал недоступен широкой публике.
Весной 2011 года южнокорейский кинофильм «Sunny», получивший название по одноимённому хиту Boney M. 1976 года, стал кассовым бестселлером в Южной Корее и некоторых других странах. Саундтрек фильма включал песню Boney M., которая вновь попала в местные чарты, достигнув N1. Как главная исполнительница песни, Лиз Митчелл была приглашена вместе со своей группой музыкантов и бэк-вокалистов для проведения концертного тура по крупнейшим городам Южной Кореи. Гастроли состоялись весной 2012 года и сопровождались кампанией за спасение северокорейских беженцев, которых правительство КНР начало выдавать коммунистическому режиму КНДР, несмотря на реальную угрозу смертной казни для нарушителей границы у себя на родине. Лиз Митчелл присоединилась к южнокорейским правозащитникам и провела вместе с ними несколько совместных акций за гуманное отношение к пленным северокорейцам. Акция вызвала большой резонанс не только в Южной Корее, но и далеко за её пределами.
В ноябре 2012 года датское отделение Sony Music выпустило новый рождественский сингл певицы под названием «This Holy Night», который доступен для скачивания в интернет-магазине по продаже музыкального контента iTunes. Кроме того, песня была опубликована на 3CD-сборнике «More Christmas» (Sony Music Denmark) и как отдельный промосингл для радиостанций.

## Дискография
Альбомы
- No One Will Force You (1988, re-released 1989 and 1993)
- Share the World (1999)
- Christmas Rose (2000)
- Let It Be (2004)
- Liz Mitchell Sings the Hits of Boney M. (2005)

7" Синглы
- «Got a Man on My Mind» / «Perfect» (Hansa 11 327 AT, Germany 1977)
- «Mandela» / «Reggae People» (Horus 50.067, Spain 1988)
- «Niños de la Playa» / «Time Is a River» (Horus 50.080, Spain 1988 / Mega Records MRCS 2354, Scandinavia 1988)
- «Mandela» / «Reggae People» (Dureco 11 008 77, Holland 1989)
- «Marinero» / «Love Is Bleeding» (Dureco 11 912 07, Holland 1989 / Tréma 410 478 PM 102, France 1989)
- «Mocking Bird» / «Tropical Fever» (Hansa 114 123—100, Germany 1991)

CD Синглы
- «Mocking Bird» (Radio Version) 3:45 / «Tropical Fever» 3:55 / «Mocking Bird» (Club Mix) 5:25 (Hansa 664 123—211, Germany 1991)
- «Reggae People» 3:09 / «Mandela» 4:42 (CMC 4938-SCD, Denmark 1993)
- «Sunshine» (Radio Mix) (4:36) / (Club Mix) (5:50) / (Extended Radio Mix) (5:14)/ (Extended Club Mix) (5:19) (Dove House DHR 0003 CD, 1999)
- «Christmas Rose» (3:53) / 2. «Lord’s Prayer» (3:53) (Dove House DHR 0004 CD, 1999)
- «Let It Be» (4:08) / «You’re Excellent» (3:50) (Dove House DHR 0009 CD, 2004)
- «My Life Is In Your Hands» (5:04) / «I Want To Go To Heaven» (4:08) / «Share The World» (Remix) (4:26) / «When A Child Is Born» (3:40) / «Grandmother’s Song» (4:27) (Dove House DHR 0012 CD, 2006)
- «This Holy Night» (3:27) (Sony Music Denmark, CD promo, 2012)

## Награды
- Член ордена Британской империи (2024 год)[2]